# آني هاسلام
آني هاسلام (بالإنجليزية: Annie Haslam)‏ هي رسامة وكاتبة غنائية ومغنية بريطانية، ولدت في 8 يونيو 1947 في بولتن في المملكة المتحدة.

## وصلات خارجية
- الموقع الرسمي
- آني هاسلام على موقع ميوزك برينز (الإنجليزية)
- آني هاسلام على موقع أول ميوزيك (الإنجليزية)
- آني هاسلام على موقع ديسكوغز (الإنجليزية)
- آني هاسلام على موقع ديسكوغز (الإنجليزية)